# 蝦野飯野站
蝦野飯野站（日语：／ Ebino-Iino eki */?）位於宮崎縣蝦野市，是九州旅客鐵道（JR九州）
吉都線上的車站。

## 車站構造
島式月台1面2線的地上站，為無人站。
有一座木造站房，為1960年（昭和35年）8月國鐵利用特別鐵道債券，由當時的飯野町募集600萬元所建造的。

## 車站周邊
- 蝦野第一醫院
- 飯野站前郵局
- 和光幼稚園
- 双葉保育園
- 宮崎自動車道

## 历史
- 1912年10月1日：鐵道院國有鐵道宮崎線吉松至小林町站開通，本站以中途站開業，稱為「飯野站」（いひの）[1]。
- 1962年9月20日：廢止貨物業務
- 1987年4月1日：國鐵分割民營化，車站由九州旅客鐵道（JR九州）承繼。
- 1990年11月1日：改稱為蝦野飯野站

## 使用人數
2015年度的1日平均乘車人數為173人，是全線中第二最多使用人次的車站。
自2016年起，因JR九州只公佈使用人數首300個車站的人數，本站因未達至首300位而獲得公佈實質人數的車站，然而自2016年度起，車站一直都保持於每日乘車人數超過100人的上名要求。而在2021年度的公佈中，本站為63個未能打入頭300位，但乘車人數介於100人及246人（第300位車站的乘車人數）之間的車站，亦是繼小林站後，唯一能於JR年度使用人數列表中獲公佈站名的吉野線車站。
而近年的1日平均乘車人數如下：
| 年度     | 1日平均 乘車人數 |
| -------- | ---------------- |
| 1996年   | 297              |
| 1997年   | 299              |
| 1998年   | 297              |
| 1999年   | 301              |
| 2000年   | 293              |
| 2001年   | 257              |
| 2002年   | 254              |
| 2003年   | 245              |
| 2004年   | 242              |
| 2005年   | 238              |
| 2006年   | 272              |
| 2007年   | 246              |
| 2008年   | 260              |
| 2009年   | 238              |
| 2010年   | 243              |
| 2011年   | 215              |
| 2012年   | 253              |
| 2013年   | 231              |
| 2014年   | 198              |
| 2015年   | 173              |
| 2016年起 | 未有記錄         |

## 相鄰車站
九州旅客鐵道
■吉都線
蝦野上江－蝦野飯野－西小林

## 外部連結
- JR九州－蝦野飯野車站 （页面存档备份，存于）（日語）